# Mort Künstler
Mort Künstler, född 28 augusti 1931, död 2 februari 2025, var en amerikansk historiemålare, känd för sina illustrativa verk med motiv från det amerikanska inbördeskriget.
Mort Künstlers verk såldes i första hand som massproducerade reproduktioner. Han var också känd för sina tidigare kommersiella illustrationer gjorda innan han började med motiv från inbördeskriget i början på 1980-talet. Dessa tidigare arbeten handlade om USA:s historia från indiansk förhistoria till rymdfärjan. Hans verk har även använts i illustrerade böcker och tidskrifter samt använts av reklambyråer.